# François-Xavier Pagès de Vixouze
François-Xavier Pagès de Vixouze (Aurillac, 1745 – Parigi, 21 dicembre 1802) è stato un giornalista e scrittore francese.
Membro del Club dei Giacobini, fondò, nel 1791, il giornale Le Cantaliste. Scrisse delle cronache dettagliate sulla vita a Parigi durante la rivoluzione francese, pubblicate sotto il Consolato.

## Biografia
Originario del ramo della famiglia Pagès des Huttes che non era stato nobilitato, era il secondo figlio di Antoine Pagès de Vixouze (1696-1782), signore di Vixouze, e di Madeleine Boudet. Suo padre era luogotenente particolare della presidenza di Aurillac, e primo console della città, e per lungo tempo sottodelegato all'intenditore di Auvergne. Si oppose al movimento che chiedeva la condivisione delle terre comunali che privava gli abitanti poveri delle loro uniche risorse, e fu un uomo di lettere, un membro dell'Accademia di Clermont e dell'Accademia dell'Arcadia a Roma. Pubblicò diversi poemi in versi: Louis XIV, ou la guerre de 170, poème en douze chants1, nel 1776, a L'Aia o a Parigi.
Come suo padre, iniziò pubblicando poesie su temi politici, come Les Soupirs d'Eurydice dans les Champs-Élysées, nel 1782, e La Philippide, ou l'avènement de Philippe de France à la couronne d'Espagne,  nel 1784. All'inizio della rivoluzione si stabilì a Parigi dove pubblicò La Révolution, ou les Ordres réunis, nel 1789.
Dall'inizio della rivoluzione, due cellule della Société des amis de la constitution erano state fondate ad Aurillac e Saint-Flour. Il giornale da lui fondato, "Le Cantaliste", divenne l'organo locale dove pubblicò articoli veementi. Nel 1791, invitò i contadini ad armarsi e ad arruolarsi nella Guardia nazionale, che riuscì a raccogliere circa 2000 contadini da venti comuni rurali.
All'inizio della rivoluzione lasciò Aurillac e si trasferì a Parigi dove ottenne un modesto impiego e si fece propagandista delle nuove idee.

## Opere
- La Philippide, ou l'avénement de Philippe de France à la couronne d'Espagne, 1784, pubblicata ad Aurillac da Vialanne e a Parigi da Mérigot Jeune
- La France républicaine, poema in 10 canti, in-8°.
- La Révolution, ou les ordres réunis, 1789,
- Tableau historique de la Révolution française, 1791-1804, 4 volumi in-folio, con incisioni.
- Histoire secrète de la Révolution française, 1796-1801, 6 in-8°.
- La Foire de village, libretto di opera lirica musicata da Ignaz Vitzthumb